# 没食子酸エピガロカテキン
没食子酸エピガロカテキン（もっしょくしさんエピガロカテキン、Epigallocatechin gallate、EGCG）はエピガロカテキンと没食子酸のエステルであり、カテキンの一種である。エピガロカテキン3-ガレートとしても知られる。
EGCGは、植物の中で特に茶に最も豊富に含まれているカテキンである。強い抗酸化活性を示す。緑茶に含まれており、紅茶ではEGCGがテアルビジンに変換されているため含まれていない。EGCGは多くのサプリメントに用いられている。

## 性質
高温環境では、エピメリ化が起こる可能性が高いが、30秒間沸騰する水に曝されていてもEGCGの全量の12.4%しか減少せず、短い時間での減少は統計的に有意ではなかった。実際に、沸騰水以上の温度の特殊な条件でも、量の減少はわずかにしか増大しなかった。

## 有効性
8件のランダム化比較試験 (RCT) のメタアナリシスから、300mgのEGCGのみでエネルギー代謝の効率を高める可能性がある。緑茶の飲用による減量効果は、これに含まれる1日あたり100-460mgのEGCGと関連しているが、またカフェインの量がこの効果の重要な要因であった。17件のRCTから、107-856mgのEDCGで低密度リポタンパク質コレステロール (LDL-C) を低下させた。

### 基礎研究
EGCGは複数の基礎研究において試験管内の乳がん細胞の増殖を妨害している。
緑茶中のEGCGが、ヒト免疫不全ウイルス (HIV) 感染の治療において有益であるとの研究がある。EGCGは、実験室においてAIDS関連の認知症と関連しているプラークを減少させ、gp120の働きを阻害した。しかし、ヒトでの臨床試験では実証されておらず、緑茶がHIV感染を治療あるいは予防することを示してはいない。しかし、副作用と関係がない限りは、ウイルス量の制御を助ける可能性がある。これらの研究で使用されているEGCGの濃度は、実際に飲まれる緑茶では到達することが出来ない。EGCGとHIVに関するさらなる研究が進行中である。
米ジョージア医科大学での基礎研究によると、EGCGはシェーグレン症候群を含むある種の自己免疫疾患に対して予防効果があるのではないかとされている。マウスモデルによる研究結果から、（例えば緑茶中の）EGCGは、全身性炎症に関与しているTNF-αに対する人体の防御機構を活性化することが示唆された。

## 副作用
2018年の副作用についてのレビューでは、緑茶製剤の安全性を調査したヒト試験からは最も多いのは胃腸炎、まれに肝毒性を示す。緑茶カテキンには発がん性はないという明確な証拠があり、緑茶消費量とがんリスクとの関連を示すヒトでの疫学研究はない。
EGCGは、緑茶抽出物の安全な摂取量を導きだす指標とできる可能性があり、健康な成人でサプリメントでは日にEDCGが800mgを超えると肝臓の副作用を示し、676mgでは安全で、肝機能が正常でない人の個人差を考えると338mgであり、別のレビューは300mgを提案している。しかし飲料の形では、1日704mgでも安全である。

### 薬物相互作用
南カリフォルニア大学でのマウスモデルを用いた最近の研究で、緑茶および緑茶抽出物 (green tea extract, GTE) と一般的に関連付けられている多種多様の恩恵と対照的に、EGCGが抗がん剤ボルテゾミブに結合し、顕著にバイオアベイラビリティを低下させ、治療効果を無くしてしまうことが明らかにされた。この研究を指揮したSchönthal博士は、多発性骨髄腫およびマントル細胞リンパ腫の治療中の患者に対しては、緑茶および緑茶抽出物製品の摂取は強く禁忌とすべきとしている。

## 安全性
高濃度では肝細胞ミトコンドリアでのROSの発生を大幅に増やすという報告があり、10μmol/L以上は危険としている。
NOAEL参考値
ラット 経口 13週 500mg/kg bw/日
ラット 経口 2世代 100-200mg/kg bw/日
犬 経口(食後)   13週 500mg/kg bw/日 
犬 経口(空腹時) 13週 40mg/kg bw/日 

## 外用
外用薬としては、顔の紅斑や毛細血管拡張症のある4人での顔半面を比較したランダム化比較試験では、6週間後に血管内皮細胞増殖因子 (VEGF) などを抑制していたが見た目において紅斑は減少していなかった。

## スペクトルデータ
| UV-Vis                                                                                     | UV-Vis                                |
| ------------------------------------------------------------------------------------------ | ------------------------------------- |
| 保持時間                                                                                   | 34.5 min (C18 RP, アセトニトリル 80%) |
| λmax                                                                                       | 274, 240 nm（右図）                   |
| モル吸光係数 (molar absorptivity)                                                          |                                       |
| IR                                                                                         |                                       |
| Major absorption bands                                                                     | cm−1                                  |
| NMR                                                                                        |                                       |

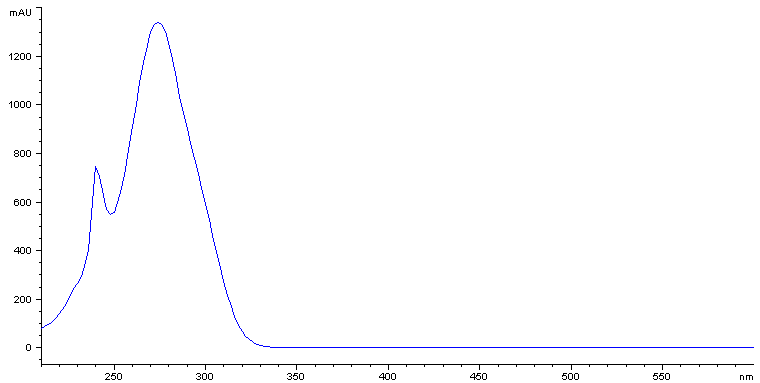
UVスペクトル

| 1H NMR (500 MHz, CD3OD): d : doublet, dd : doublet of doublets, m : multiplet, s : singlet | δ (Chemical shift) :                  |
| 13C NMR                                                                                    |                                       |
| その他のNMRデータ                                                                          |                                       |
| MS                                                                                         |                                       |
| Masses of main fragments                                                                   | ESI-MS [M+H]+ m/z : 459               |